# Stibo Systems
Stibo Systems est un fournisseur de solutions et technologies de Master Data Management (MDM).  

## Description
La société, créée en 1976, fait partie intégrante du groupe Stibo A/S, un groupe privé fondé en 1794 . La société est basée à Højbjerg au Danemark et possède des filiales dans les pays suivants : États-Unis, Australie, Canada, Europe (FR, UK, DE, SE, NL, CH, DK, ES), Brésil, Argentine, Singapour, Japon, Australie et Chine[source insuffisante]. La société est implantée en France depuis 2010.
Stibo Systems est l'un des principaux éditeurs mondiaux de logiciels dans les solutions de gestion des données de référence.

## Activité
Cette section est promotionnelle ou publicitaire (mars 2025). Considérez son contenu avec précaution et/ou discutez-en.
La solution de Stibo Systems se nomme STEP et permet aux organisations de gérer globalement les défis autour de l’information stratégique. STEP est une plateforme de gestion des données de référence (PIM /MDM) dotée d’une architecture flexible et modulaire, qui vise à créer une source d’information stratégique accessible aux différents métiers de l’entreprise[source insuffisante]. La solution est disponible en mode SaaS.

## Reconnaissance du marché
- Leader dans le Magic Quadrant MDM Produit de Gartner (2021)[7][source insuffisante] ;
- Leader dans le rapport Forrester Wave PIM (2021)[8][source insuffisante].